# Otmar Lederer
Otmar Lederer (geboren 22. November 1926 in München; gestorben 7. Januar 2018 ebenda) war ein deutscher Maler und Grafiker.

## Leben
Otmar Lederer begann mitten im Zweiten Weltkrieg sein Studium an der Münchener Kunstakademie als Schüler von Adolf Schinnerer. Nachdem in der Nacht vom 2. auf den 3. Oktober 1943 der bis dahin schwerste Luftangriff auf München geflogen worden war, malte der damals 16-jährige unmittelbar nach der Brandnacht „das Bild der glühenden Stadt [München]“. Sein Gemälde, das der Künstler lange in Privatbesitz behielt, zeigt den staubbedeckten Platz vor dem Starnberger Bahnhof mit der rauchverhangenden Silhouette des Justizpalastes im Hintergrund, dazwischen Obdachlose und andere Menschen „nur noch [als] flüchtige, umherirrende Schatten.“
Wenige Monate später wurde Lederer im Februar 1944 zum Kriegsdienst eingezogen und geriet später in Kriegsgefangenschaft.

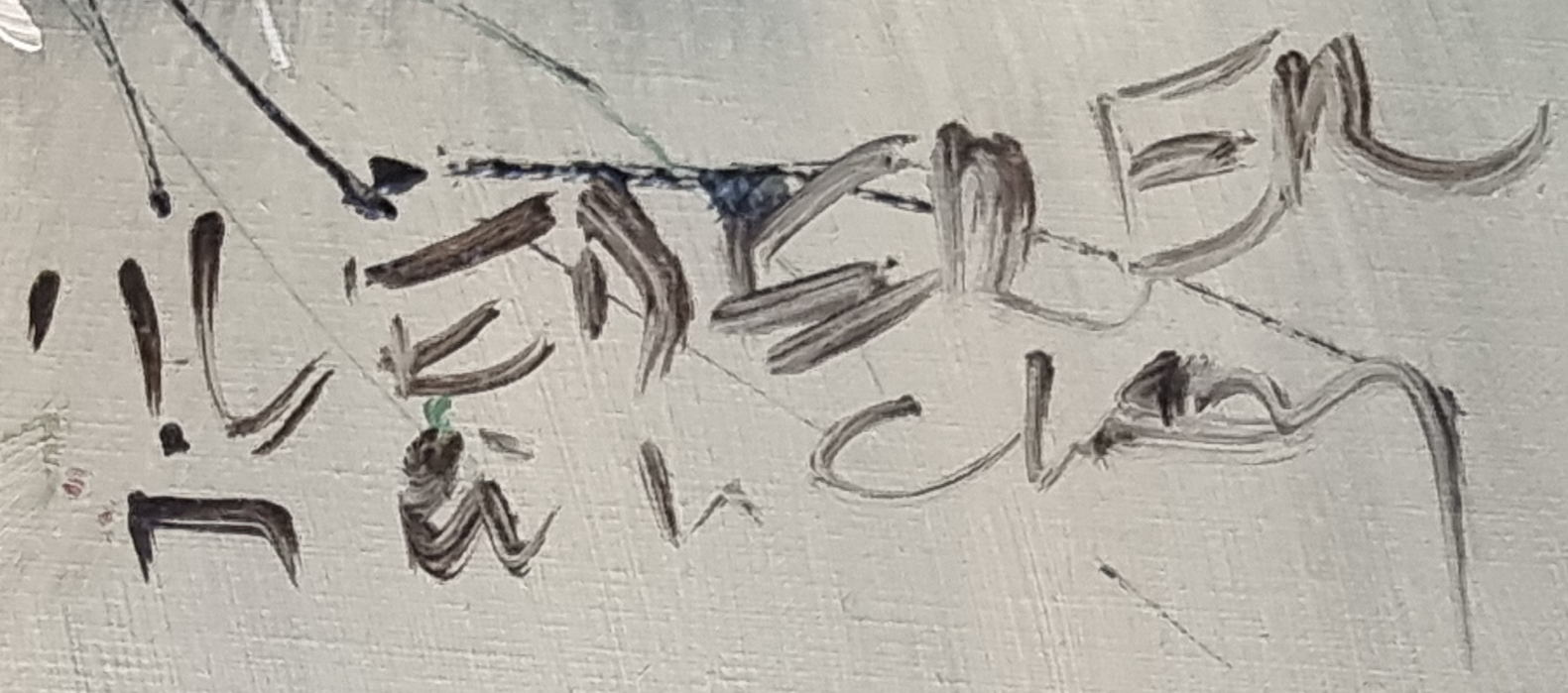
Künstlersignatur „Lederer München“ auf einem Stillleben mit Blumen als Ölgemälde, ohne Datum

Nach seiner Freilassung kehrte er nach München zurück und setzte seine Studien bei Karl Caspar und Ernst Geitlinger fort.
In einer 2006 gezeigten Gemeinschaftsausstellung der fünfköpfigen Gruppe Soziale Skulptur München mit Bezugnahme auf Joseph Beuys im Stadtmuseum Weilheim testierte der Münchner Merkur insbesondere Lederers älteren Ölgemälden einen Bezug zu den politischen Impulsen von Beuys.
Gemeinsam mit Sabine Kretzschmar führte Lederer ein Atelier in der Münchener Geibelstraße 13, in der die beiden beispielsweise 2012 eine Ausstellung zeigten unter dem Titel „Kretzschmar und Otmar Lederer, zusammen-getrennt: zwei Ateliers für Malerei und eine langjährige Ehe; expressiv-figurativ und expressiv-abstrakt, Kunst rund um die Uhr – geht das? Sehen Sie selbst!“
Die Trauerfeier für den Anfang 2018 verstorbenen Künstler wurde in der Kirche der Christengemeinschaft in der Münchener Leopoldstraße 46 abgehalten.

## Weitere Werke (Auswahl)
- Lederers Gemälde Portrait W.B, 1989, Öl auf Leinwand in den Maßen 130 × 111 cm wurde 1991 „erworben als Ankauf aus dem Berufsverband Bildender Künstler München und Oberbayern e.V. im Rahmen des Programms der Bayerischen Staatsregierung für Künstler und Publizisten“ für den Bestand der Bayerischen Staatsgemäldesammlungen[7]

## Ausstellungen (Auswahl)
- 1992: Einzelausstellung (mit Sabine Kretzschmar), Pasinger Fabrik, München[3]
- 1997: mit Sabine Kretschmar: Üblacker-Häusl[3]
- 2008: Der Brand des Starnberger Bahnhofes am 3. Oktober 1943: Gouache auf Papier, 40 × 50 cm; 2008 ausgestellt zum 200-jährigen Gründungsjubiläum der Akademie der Bildenden Künste München mit den Begleitaustellungen „Die Kraftprobe“ im Haus der Kunst in München vom 30. Mai bis 31. August 2008 sowie „Architektur im Kreis der Künste“ im Architekturmuseum der Technischen Universität München in der Pinakothek der Moderne in München vom 15. Februar bis 18. Mai 2008[4]
- 2017: Galerie Kunstraum Wild[3]